# Marcel Loubens
Marcel Loubens (1923-1952) fue un espeleólogo francés de meteórica carrera, truncada por el accidente que sufrió en la Sima de la Piedra de San Martín (Isaba, España), y que tuvo muy amplia cobertura mediática en la época.

## Inicios
De profesión empresario (material de oficina), Loubens se inició en la espeleología bajo el auspicio de Norbert Casteret; su capacidad técnica y física le situaron en el equipo de punta de varias de las principales expediciones de la época, entre otras la Henne Morte (sima más profunda del mundo a la sazón).

## Piedra de San Martín
A partir de 1945 Loubens se interesó por las exploraciones en la zona pirenaica atlántica, y se integró en el equipo de Max Cosyns, quien estaba volcado en la prospección y exploración del Macizo de Larra-Belagua. Tras varios años de búsqueda y exploraciones, el equipo localizó en 1950 la Sima de la Piedra de San Martín, que fue descendida por primera vez en 1951 constatándose su récord mundial de profundidad.

## Accidente

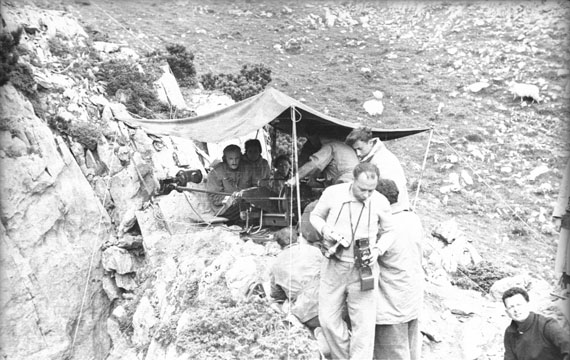
Max Cosyns a los controles del torno, el día del accidente de Loubens.

En la campaña de 1952, se produjo un incidente técnico a resultas del cual Loubens cayó de una altura de 10 metros, sufriendo graves lesiones. Permaneció en coma cerca de dos días, bajo los cuidados de sus compañeros de expedición, quienes asimismo se afanaron en extraerle de la sima, hasta que falleció. De acuerdo con los familiares de Loubens, y por considerar la extracción del cuerpo demasiado arriesgada (en aquel entonces no existían estructuras de espeleosocorro en accidente subterráneo), se decidió enterrarle in situ.

## Extracción
Durante los siguientes dos años se desató una campaña de intensidad creciente, alimentada por los medios de comunicación, exigiendo la extracción del cuerpo de Loubens. Para zanjar la polémica, en 1954 sus compañeros organizaron una nueva expedición con este objeto, que se verificó con éxito el 14 de agosto, siendo entregado el cuerpo a sus familiares en Mazeres sur Salat (Alto Garona).